# Tossal de Sant Miquel
|  | Per a altres significats, vegeu «Tossal de Sant Miquel (desambiguació)». |

El Tossal de Sant Miquel és una muntanya de 827 metres que es troba al municipi de Coll de Nargó, a la comarca de l'Alt Urgell.